# A casa di Gloria
A casa di Gloria (Gloria's House) è una serie animata prodotta dalla Energee Entertainment e RTV Family Entertainment AG nel 2000. Venne trasmessa in Australia dal 16 settembre 2000 su 7 Network e in Italia dal 4 febbraio 2002 su Fox Kids e in chiaro su RaiDue.

## Trama
La piccola Gloria Nit e i suoi amici, insieme alla sua famiglia che vive in una casa poco ordinata nel centro della città di Chillsville, trascorrere gran parte delle avventure, ma anche a scuola e non soltanto.

## Doppiaggio
Il Doppiaggio italiano è stato affidato a DAT Edizioni.
| Personaggi | Doppiatori Originali | Doppiatori Italiani  |
| ---------- | -------------------- | -------------------- |
| Gloria Nit | Katy Manning         | Laura Latini         |
| Aldo       |                      | Renato Cecchetto     |
| Dolly      |                      | Lorenza Biella       |
| Betta      | Michelle Drake       | Barbara De Bortoli   |
| Mario      |                      | Paolo Vivio          |
| Berto      | Nicholas Mckay       | Saverio Indrio       |
| Dorotea    |                      | Fabrizia Castagnoli  |
| Milly      | Katy Manning         | Valentina Mari       |
| Romeo      |                      | Stefano Billy Gayani |